# Jizera (soubor)
Folklórní soubor Jizera Liberec byl založen roku 1986 a od té doby zpracovává tradiční podještědský, pojizerský a podkrkonošský folklór (zejména ze sbírek a pozůstalosti sběratele Pavla Krejčího), tedy písně, tance, říkadla, zvyky a obyčeje z rozsáhlé oblasti mezi Ještědem a Sněžkou. Soubor se účastní nejrůznějších kulturních a společenských akcí, oslav a folklorních festivalů v České republice i v zahraničí a pořádá rovněž řadu programových pásem k nejrůznějším příležitostem. V roce 2001 byl založen dětský folklórní soubor Jizerka. V roce 2016 soubor čítal 34 členů: 19 tanečníků a tanečnic a 15 muzikantů a muzikantek. Krojované tanečníky doprovází tradiční podještědská muzika v nástrojovém obsazení housle, viola, klarinet, flétna, kontrabas a nově také lidová háčková harfa a tenorové housle.

## Dějiny souboru
- 1986: Folklórní soubor Jizera založili manželé Milena a Josef Knajblovi v Liberci v červnu roku 1986. Ti však byli folklorně činní již před tím, a to v Podještědském souboru písní a tanců, odkud právě roku 1986 odcházejí a zakládají soubor Jizera. Jizera se stává kroužkem zájmové umělecké činnosti při Domu kultury v Liberci, který byl zároveň jejím zřizovatelem.
- 1987: Již v druhém roce své existence pořádá Jizera v Liberci mezinárodní setkání folklorních souborů. Nastalo několikaleté úspěšné období plné vydařených vystoupení nejen v nejbližším okolí, ale i v zahraničí. Za nejúspěšnější akce jsou právem považována vystoupení v rámci folklorních festivalů na Sardinii a v Normandii.
- 1991: Po letech úspěšných přišla i léta těžká. V roce 1991 odchází muzika a soubor se potýká s problémy v podobě nedostatku tanečníků a absence muziky.
- 1993: Pro spolupráci se podařilo získat cimbálovou muziku Dušana Kotlára.
- 1995: Folklorní soubor Jizera se osamostatnil a vzniká občanské sdružení.
- 2001: Na svou renesanci si Jizera musela ještě několik let počkat a to až do roku 2001, kdy do souboru přechází z Podještědského souboru písní a tanců nová muzika pod vedením Jana Duňky a Dalibora Tuže.
- 2009: Začátkem roku opouští manželé Knajblovi a poslední zakládající člen, Pavel Škoda, soubor a odchází do folklorního důchodu, i když nadále zůstávají podporou a inspirací pro další činnost. Hlavním vedoucím souboru byl zvolen Dalibor Tuž a vedoucími Jan Volf a Helena Janoušková. Choreografickou práci převzali staronoví členové taneční složky, manželé Radka a Vladimír Dědečkovi, kteří byli následně zvoleni i do vedení souboru.
- 2013: Jizera je strůjcem obnovy Masopustu v Kryštofově Údolí. Soubor organizuje nultý ročník masopustní veselice v této malebné vesničce.
- 2015: Taneční část souboru znatelně omladila. Jizera vystupuje mimo jiné na Pouti mezi dvěma Jány v Letařovicích pořádané nadšeným spolkem Dubáci. Za zmínku stojí účast na Pojizerském folklórním festivalu v Bakově nad Jizerou.